# Edoeard Malafejew
Edoeard Malafejew (Wit-Russisch: Эдуард Васілевіч Малафееў, Russisch: Эдуа́рд Васи́льевич Малофе́ев) (Kolomna, 2 juni 1942) is een voormalig Wit-Russisch voetballer, die als speler en een deel van zijn trainerscarrière uitkwam voor de Sovjet-Unie. In die tijd werd zijn naam ook steevast in het Russisch geschreven en is hij voornamelijk bekend onder de naam Edoeard Malofejev.

## Biografie
Malofejev begon zijn carrière in zijn thuisstad en maakte dan de overstap naar Spartak. Hier kon hij geen basisplaats veroveren in het team dat kampioen werd in 1962 en een jaar later trok hij naar Dinamo Minsk, waar hij de rest van zijn carrière zou doorbrengen.
Hij speelde ook enkele jaren voor het nationale elftal en nam deel aan het EK 1964 en 1968 en het WK 1966. Op het WK scoorde hij twee keer in de groepsfase tegen Noord-Korea en in de troostfinale maakte hij de gelijkmaker tegen het Portugal van Eusébio, dat uiteindelijk derde werd.
Na zijn spelerscarrière werd hij trainer van vele clubs en won in 1982 met Dinamo Minsk de landstitel. Hij leidde de Sovjet-Unie in 1986 naar het WK, maar werd voor het WK wel ontslagen. Van 2000 tot 2003 was hij ook bondscoach van het inmiddels onafhankelijke Wit-Rusland.